# غوريلا جبلية
الغوريلا الجبلية (الاسم العلمي: Gorilla beringei beringei) هي إحدى نويعتين من نويعات الغوريلا الشرقية (إلى جانب غوريلا السهول الشرقية) وأربع نويعات حيَّة من الغوريلا. تقطن هذه الغوريلا منطقتين مختلفتين من شرق أفريقيا، تقع الأولى في جبال فيرونجا البركانية موزَّعة على ثلاث محميَّات هي حديقة فيرونجا في جمهورية الكونغو الديمقراطية وماغينغا في جنوب غربيّ أوغندا وفولكينوس في شمال غربيّ راوندا، أما الثانية فتقع في حديقة بيويندي الوطنية بأوغندا (وقد تكون الغوريلات القاطنة في هذه المنطقة نويعة منفصلة عن الغوريلات الجبلية الأخرى). قُدِّرَ عدد الغوريلات الجبلية الحيَّة في كافة أصقاع أفريقيا عام 2012 بنحو 1000 غوريلا فقط.
تعد الغوريلا الجبلية نوعاً مهدداً بالانقراض بحسب الاتحاد العالمي للحفاظ على الطبيعة، إذ تُصنَّف ضمن قائمته الحمراء تحت أعلى درجات الخطر، ويعود ذلك إلى صيدها غير القانوني الجائر وتدمير بيئتها الطبيعية في غابات أفريقيا.

## التطور والتصنيف
انحدرت الغوريلا الجبلية من أنواعٍ من السعادين والقرود عاشت في أفريقيا وشبه الجزيرة العربية خلال مطلع عصر الأوليجوسين (منذ 34 إلى 24 مليون عام). تدلُّ سجلات الأحافير على أن القرود عاشت في شرق أفريقيا منذ 22 إلى 18 مليون عام، إلا أنَّ سجل الأحافير المتوافر من مناطق عيش الغوريلا الجبلية على وجه التحديد شحيحٌ بدرجة كبيرة، لذا فإن تاريخها التطوري غير واضح للعلماء. بدأت الغوريلات بالظهور قبل نحو 9 ملايين سنة، عندما انفصلت من سلف مشترك بينها وقردة الشمبانزي. تطوَّرت الغوريلا الجبلية من جنس الغوريلا الشرقية التي ظهرت قبل مليوني عام، إلا أن الغوريلا الشرقية عاشت في منطقتين منعزلتين عن بعضهما البعض بشرق أفريقيا لمدَّة الـ400,000 عام الأخيرة، ممَّا أدى إلى تطور نويعتين منفصلتَين منها في كلٍّ من هاتين المنطقتان، وهما: غوريلا السهول الشرقية في غابات شرق جمهورية الكونغو الديمقراطية، والغوريلا الجبلية في جبال فيرونجا البركانية.
ثمة جدلٌ مستمرٌّ حتى اليوم حول الطريقة التي يجب أن تُصنَّف الغوريلا الجبلية وفقاً لها في التصنيف العلمي، فقد أطلق على جنس الغوريلات الجبلية أول الأمر اسم "Troglodytes" عام 1847، ثم تغير لاحقاً إلى "Gorilla" ليشمل جميع الغوريلات عام 1852، وقد اقترح الأحيائي كولِن غروفز عام 1967 أن توضع جميع الغوريلات في نطاق نوعٍ واحدٍ باسم "Gorilla gorilla"، على أن يتضمَّن هذا النوع ثلاث نويعات فرعية إحداها هي الغوريلا الجبلية. وقد أدت مراجعة أشرف عليها الاتحاد العالمي للحفاظ على الطبيعة عام 2003 إلى إعادة تقسيم الغوريلات لنوعين أساسيَّين، هما الغوريلا الشرقية والغوريلا الغربية.

## الوصف

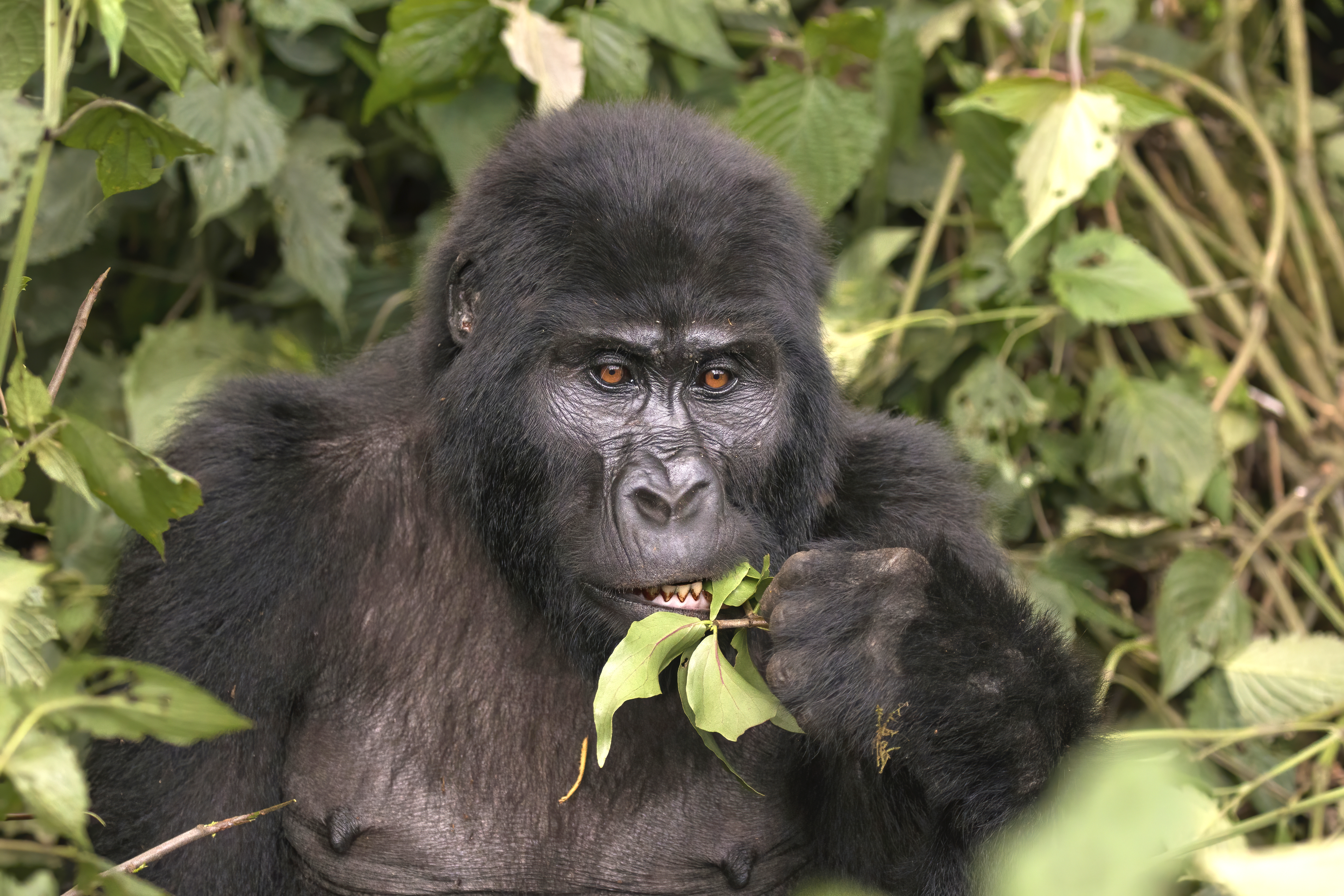
غوريلا جبلية.

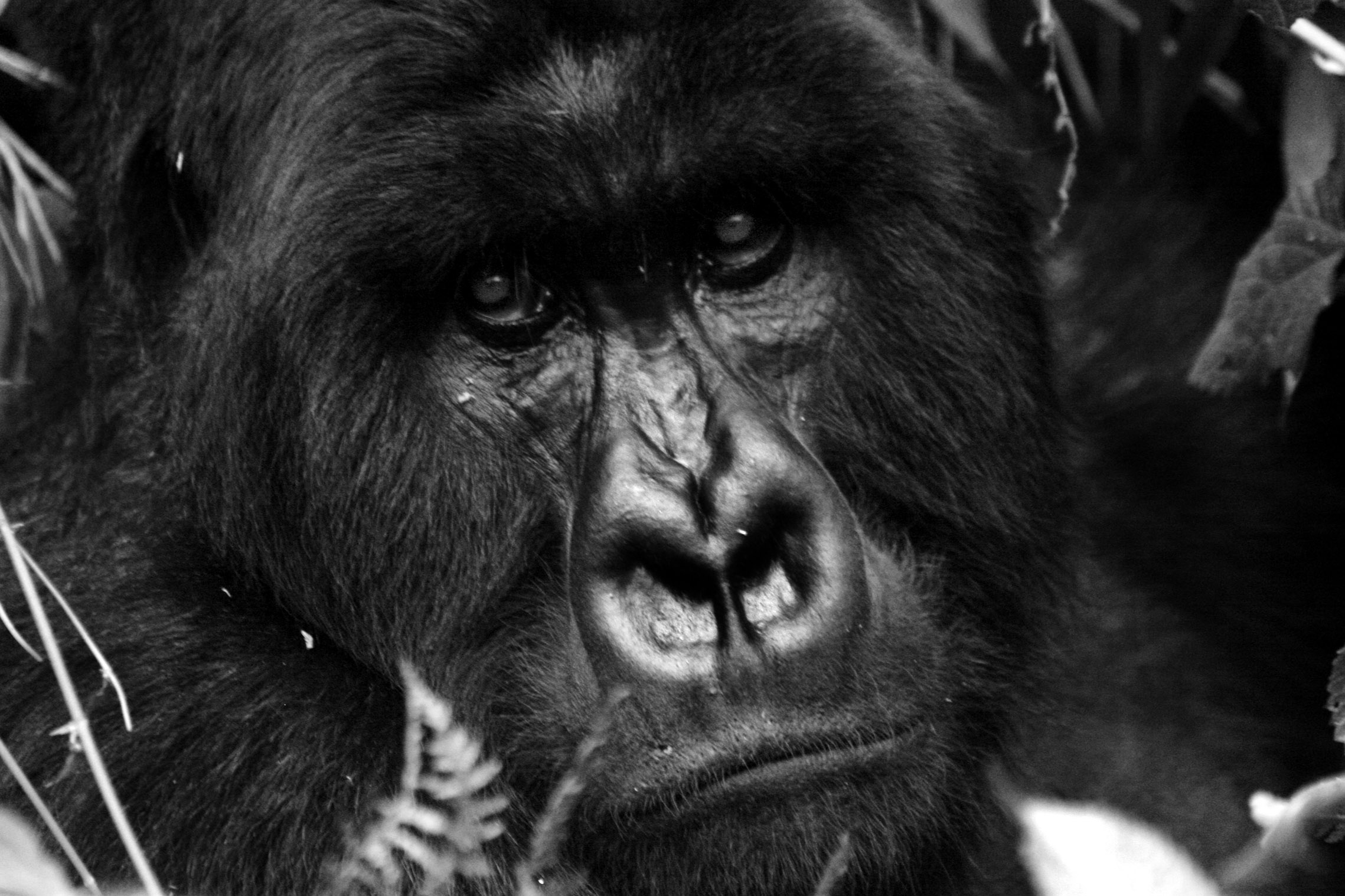
ذكر غوريلا جبلي في راوندا.

يبلغ متوسط وزن ذكر الغوريلا الجبلية 195 كيلوغراماً، وأما ارتفاعه عند الوقوف منتصباً فنحو 150 سنتيمتراً، فيما أن متوسط وزن الإناث لا يتعدى 100 كلغم وارتفاعها 130 سم، ويجعل هذا الغوريلا الجبلية واحدةً من أكبر ثلاثة أنواع من الرئيسيات إلى جانب غوريلا السهول الشرقية وغوريلا السهول الغربية. كثيراً ما يكون فراء الغوريلا الجبلية أطول وأسمك من فراء أنواع الغوريلا الأخرى، وذلك لكي تستطيع العيش في ظلّ المناخ الجبلي البارد. ويمكن تمييز فردٍ معيَّن من الغوريلا الجبلية عن بني جنسه بشكل أنفه، حيث أن لكلّ واحدٍ منها طبعة أنفٍ مختلفة ومميزة (كوجوه البشر تماماً). تمتاز ذكور هذه الحيوانات بأنَّ لديها نتوءاً كبيراً على الجانب العلوي والخلفي من رؤوسها، ولذلك فإن رؤوسها تبدو مخروطيَّة الشكل، ووظيفة هذا النتوء هي تثبيت العضلة الصدغية القويَّة المرتبطة بالفك السفلي. يوجد هذا النتوء عند إناث الغوريلا أيضاً، إلا أنَّه يكون أصغر حجماً.
تسمى ذكور الغوريلا الجبلية البالغة باسم الغوريلا فضّيَّة الظهر، وهذا لأن ظهورها تكون مغطَّاة بشعرٍ فضي اللون يزداد مع تقدُّمها بالعمر، ويكون هذا الشعر أقصر من شعر باقي أجزاء جسدها، وأما أطول شعرٍ عندها فهو شعر الذراعين. يبلغ متوسط ارتفاع الذكور فضية الظهر عندما تقف منتصبةً 190 سم، وأما المسافة بين طرفي ذراعيها عندما تمدُّهما إلى الجانبين فتبلغ نحو 230 سم، ويصل وزنها إلى 220 كلغم. يبلغ ارتفاع أطول غوريلا فضي الظهر سُجِّلَ من قبل 194 سم، وقد كان ذكراً اصطيد في شرق جمهورية الكونغو الديمقراطية بشهر مايو عام 1938. كما يوجد تسجيل غير مؤكَّد لغوريلا بطول 206 سم اصطيد في عام 1932. أما على صعيد الوزن فإن أكبر وزنٍ مسجل لها هو 266 كيلوغراماً، حيث يعود لغوريلا بطول 183 سم اصطيد في الكاميرون.
تعد الغوريلا الجبلية حيواناتٍ نهارية، وهي تقضي الكثير من وقتها في الأكل لتحصل على الطاقة اللازمة لتحريك أجسادها الضخمة. تبدأ الغوريلا بالأكل خلال ساعات الصباح الباكر، ثمَّ ترتاح في وقت الظهيرة، وتعود للأكل وقت العصر حتى تنام عند حلول الظلام. تنام الغوريلا عادةً في أعشاش مبنية من النباتات، حيث تبني عشاً جديداً كل يوم. ولا يمكن أن تنام أكثر من غوريلا معاً، إلا في حالة واحدةٍ هي الأم وأطفالها. تغادر الغوريلا عشها عند طلوع الشمس، لكنها قد تبقى لفترة من الصباح فيه إذا ما كان الجوُّ بارداً.

## الموطن والبيئة

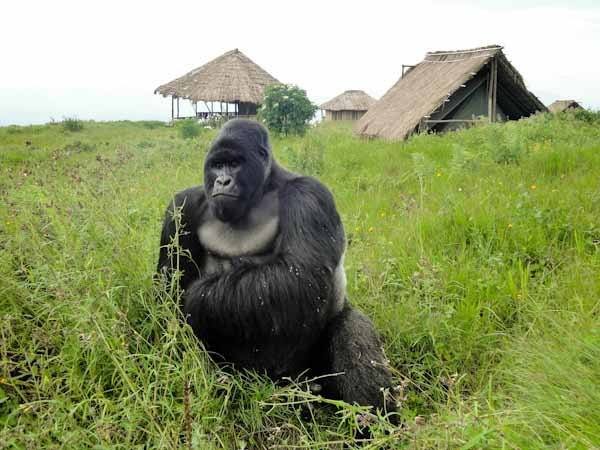
ذكر فضي الظهر قرب بلدة صغيرة.

تقطن الغوريلا الجبلية الغابات الضبابية في منطقة صدع ألبرتين (أحد فروع صدع شرق أفريقيا) وجبال فيرونجا البركانية في شرق القارة الأفريقية، وهما منطقتان يتراوح ارتفاعهما من 2,300 إلى 4,300 مترٍ عن سطح البحر. وبالتحديد فإن معظم جمهرات هذه الحيوانات تعيش على سفوح ثلاث جبال بركانيةٍ خامدة، هي كاريسيمبي وميكونو وفيسوكي، حيث توجد غاباتٌ شديدة الكثافة، وتقل كثافة هذه الغابات مع علوّ ارتفاع الجبل حتى تصبح شبه منعدمة عند القمة. كثيراً ما تكون الغابات التي تقطنها الغوريلا الجبلية ضبابيَّة وباردة. تعد هذه الثدييات حيواناتٍ عاشبةً بالدرجة الأولى، فمعظم غذائها يتكوَّن من أوراق الشجر والسيقان والبراعم، وكذلك على الجذور والأزهار والفواكة واللافقاريات الصغيرة بدرجةٍ أقل، إذ تشتمل أصناف غذائها على 142 نوعاً مختلفاً من النباتات.
يتفاوت حجم المنطقة التي تعيش فيها كل غوريلا بحسب كمّ الغذاء المتوافر فيها، وعادةً ما تضمُّ هذه المنطقة بضعة مناطق غنية بالنباتات على الأقل. تمكن جورج شالر من تحديد عشرة أشكال من الموائل الطبيعية التي تقطنها الغوريلات الجبلية، بما فيها: غابات الخيزران الواقعة على ارتفاعٍ يتراوح بين 2,200 و2,800 متر، وغابات الهاغنيا الواقعة على ارتفاعٍ يتراوح بين 2,800 و3,400 متر، ومنطقة الشيخات العملاقة الواقعة على ارتفاعٍ يتراوح بين 3,400 و4,300 متر.

## الحياة

### المجتمع

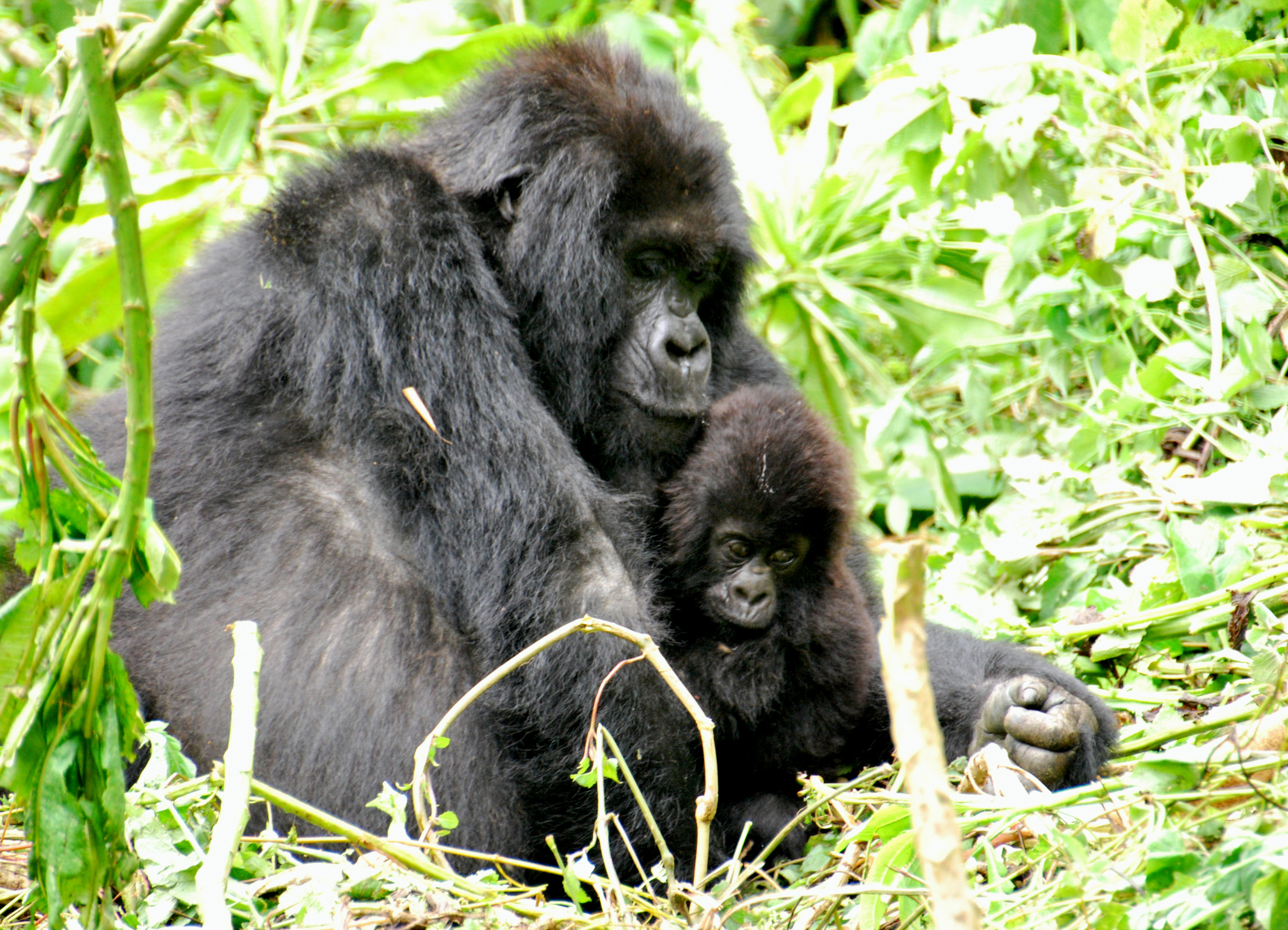
أمٌّ مع طفلها في منطقة جبال فيرونجا البركانية.

تعد الغوريلا الجبلية حيواناتٍ اجتماعية بدرجة كبيرة، وهي تعيش في جماعاتٍ متماسكة ومستقرة نسبياً يرتبط ذكورها وإناثها بروابط حياة مشتركةٍ طويلة، من جهة أخرى فإن العلاقات الاجتماعية بين الإناث وبعضها البعض تعد ضعيفة. قليلاً ما تعيش جماعات الغوريلا الجبلية في منطقة واحدة، بل هي تستمرُّ بالتنقل، وتقع على عاتق قائد الجماعة مهمة حماية جماعته، لكنه لا يهتم بحماية منطقة جغرافية معينة تقطنها الجماعة. عادةً ما يبلغ متوسط المدة التي يقضيها زعيمٌ في ترأس جماعةٍ من الغوريلا نحو 4.7 سنوات.
معظم جماعات الغوريلا الجبلية - نحو 61% منها - لا تضمُّ إلا ذكراً واحداً يكون قائداً لجماعة من الإناث، إلا أنَّ نسبة جيّدة منها أيضاً - ما يعادل 36% - تضم عدداً من الذكور يكونون تحت إمرة زعيم الجماعة، أما النسبة الباقية فإنها تعود لجماعات ذكورية بحتة عادةً ما يقودها ذكر بالغ واحد يرافقه عدد من الذكور اليافعين. يترواح عدد أفراد كل جماعة من 5 إلى 30 غوريلا، ويبلغ الوسطي نحو 10، وفي العادة يكون ضمن المجموعة قائد فضي الظهر لا ينازعه أحد في زعامة الجماعة، وذكر فضي الظهر يكون أشبه بمعاونه (قد يكون أخاه الأصغر أو ابنه)، وذكران أسودا الظهر يؤديان دور الحرَّاس، وثلاث أو أربع إناثٍ بالغة تربطها بالذكر القائد رابطة زواج تدوم مدى الحياة، ونحو ثلاثة إلى ستة صغار.
تترك معظم الذكور والإناث جماعتها الأصلية عند مرحلةٍ ما من حياتها، فغالباً ما تهجر الذكور جماعتها عندما تبلغ سنّ 11 عاماً، وقد تكون عملية هجرتها تدريجية، فمن الممكن أن تبدأ الذكور اليافعة بالابتعاد عن الجماعة وقضاء المزيد من الوقت على طرفها، ثم من الممكن أن ترحل جميعها معاً. قد تستمرُّ هذه المجموعة الصغيرة الذكورية بالترحُّل وحدها لمدة سنتين إلى خمس سنوات، وبعد ذلك قد تستطيع أخيراً اجتذاب بعض الإناث لتشكيل جماعة جديدة. أما الإناث فإنها غالباً ما تهجر جماعتها الأصلية عندما تبلغ الـ8 سنوات، وقد تنتقل عندها إلى جماعةٍ ما أو قد تؤسس جماعةً جديدةً مع ذكر واحد فقط يكون قائدها، إلا أنَّها في معظم الأحيان ستغيّر جماعاتها لعدة مرَّات قبل أن تستقرَّ اخيراً مع ذكر معيَّن.

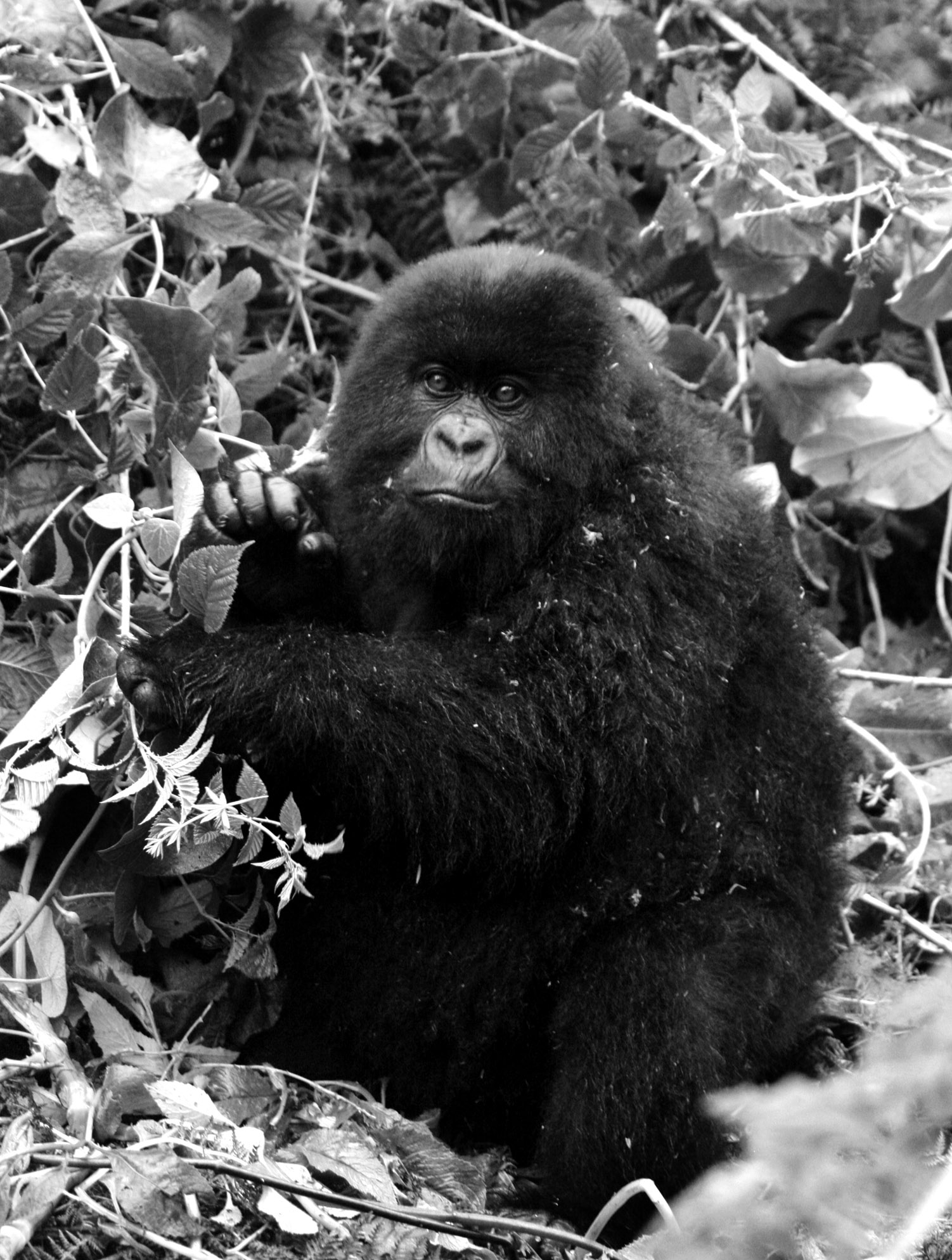
صغير يافعٌ في غابة براوندا.

يتحكم الذكر فضي الظهر المهيمن بتحرُّكات جماعته، فهو الذي يدلُّها على أماكن الغذاء المناسبة طوال العام، وهو كذلك يتوسَّط في النزاعات الدائرة بين أفراد الجماعة لفضِّها، بل ويحمي جماعته من اعتداءات الحيوانات الأخرى. يتولَّى الذكر المهيمن حماية أفراد الجماعة عندما تهاجمها حيوانات كنمرٍ أو بشر أو غوريلات أخرى، حتى إذا ما تطلَّب الأمر أن يخاطر بحياته. يكون الذكر المهيمن مركز الاهتمام خلال أوقات الراحة، وكثيراً ما تبقى الغوريلا الصغيرة بجواره وتشاركه في ألعابها. وإذا ما توفّيت أنثى أو تركت الجماعة فإنَّه يكون المسؤول عن رعاية صغارها، بل وقد يسمح لهم بالنوم في عشِّه. إضافةً إلى ذلك، يمكن لزعيم مجموعة متمرِّسٍ أن ينقذ أفراد جماعته من أفخاخ الصيَّادين.
عندما يموت الذكر المهيمن أو يقتل نتيجة حادثٍ أو على يد بشر ستصاب عائلته بالكثير من الفوضى، وإذا ما لم يكن هناك ابن للزعيم مؤهَّل لخلافته في منصبه فإنَّ الجماعة إما أن تنهار وتتفكَّك أو أن يتزعَّمها ذكرٌ جديدٌ لا صلة له بالزعيم السابق.

### العدائية
رغم القوة الكبيرة التي تمتاز بها الغوريلات، إلا أنَّها غالباً ما تكون حيواناتٍ خجولة ومسالمة. من النادر أن تقع عراكاتٌ عنيفة بين أفراد الجماعة الواحدة من الغوريلا الجبلية، لكن عندما تتلاقى مجموعتان مختلفتان مع بعضهما فإن قتالاً عنيفاً يندلع بين زعيمَي المجموعتين، ويمكن أن يكون قتالاً حتى الموت، إذ يستعمل كلٌّ منهم أنيابه الحادة لطعن الآخر وترك جروحٍ عميقة في جسده. تبدأ هذه القتالات بالصياح المتسارع، ثمَّ بالوقوف على القدمين وقفةً منتصبة، ورمي كل الخصمين نباتاتٍ على الآخر، ثم يقف كل غوريلا ويبدأ بالطرق على صدره بقبضتيه، ويأخذ الخصمان بالدوران حول ساحة المعركة في دوائر، وأخيراً سيبدآن بطرق الأرض بجذوع الأشجار.

### التواصل الصوتي

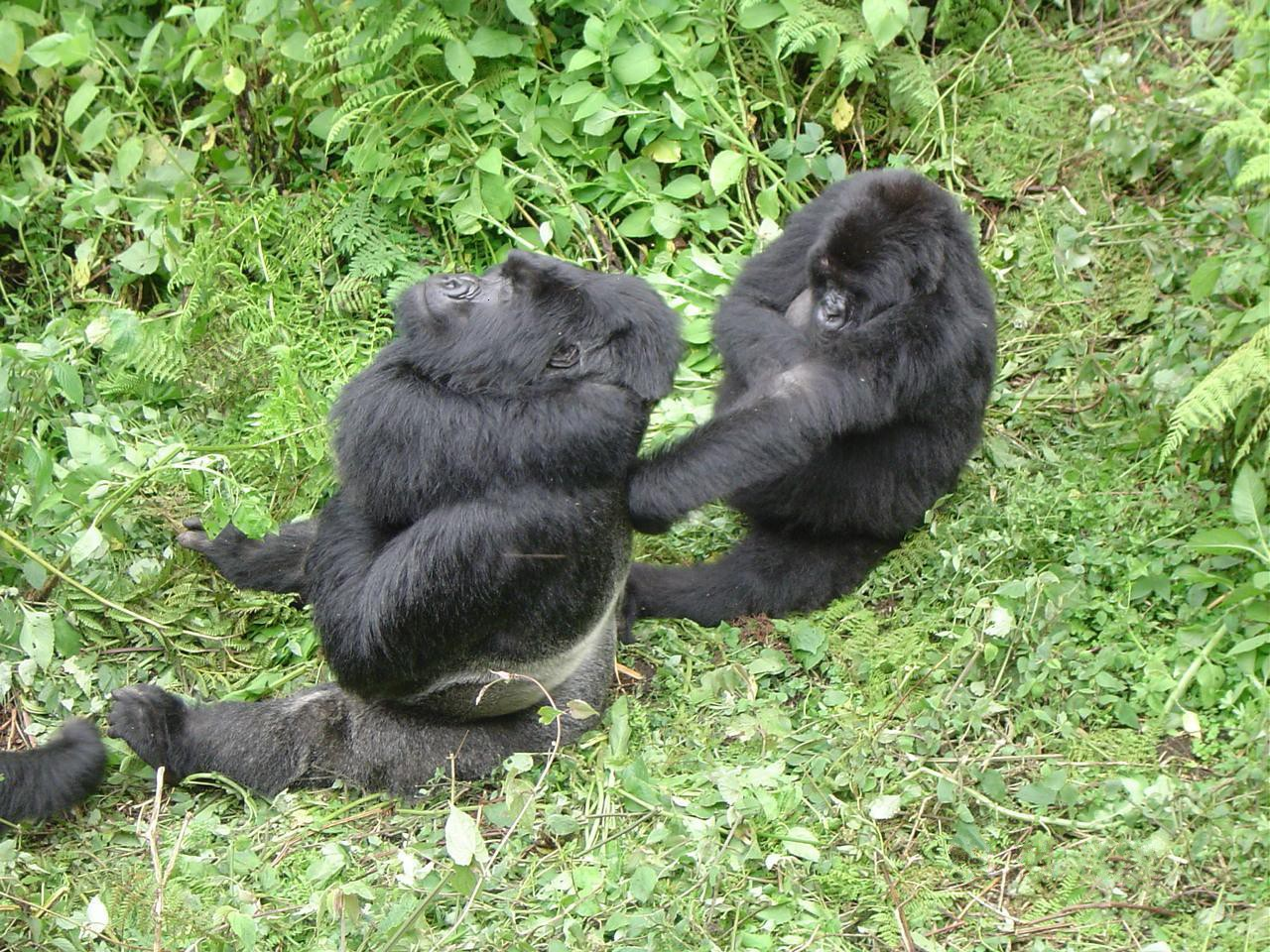
إحدى إناث الجماعة بصحبة الذكر المهيمن فضي الظهر.

تصدر الغوريلا الجبلية ما لا يقل عن 25 نوعاً مختلفاً من الأصوات، تستعمل العديد منها للتواصل مع الغوريلات الأخرى عندما تكون منفصلةً عن بعضها بسبب كثافة الأشجار. فعلى سبيل المثال، تعبّر بعض الأصوات التي تُشَبَّه إلى «النباح» عن أمكنة أفراد الجماعة، وهي تستعمل أثناء السفر والترحال، كما تستعمل في التفاعلاتٌ الاجتماعية كوسيلةٍ مهذَّبة للتعبير. من جهةٍ أخرى، فإن الصياح والزئير يُستَعملان لتحذير خصمٍ ما وإخافته، وغالباً ما يصدرهما قائد المجموعة عند دخوله في أحد النزاعات. يشير التجشُّأ العميق إلى الاكتفاء، وهو يستعمل عادة أثناء أوقات الأكل والاستراحة، ولذلك يُعَدُّ أحد أكثر أشكال التواصل رواجاً في جماعات الغوريلا.

### المخاوف
تظهر بعض الدراسات أنَّ الغوريلا الجبلية تخشى بصورةٍ طبيعية أنواعاً محدَّدة من الزواحف. فعلى سبيل المثال، تعتاد صغار الغوريلا مطاردة الأشياء التي تتحرَّك، لكنها تخالف طبيعتها هذه عندما تظهر في طريقها حرباء أو يسروع. كما تخاف بعض الغوريلات المربَّاة في الأسر التماسيح والقواطير. تخاف الغوريلا الجبلية أيضاً المياه، وهي لا تعبر الأنهار إلا إذا كانت قادرةً على ذلك دون أن تلمس المياه (كأن تعبر على أغصان الأشجار)، وكذلك فإنَّها تكره المطر.

## تاريخ الدراسة

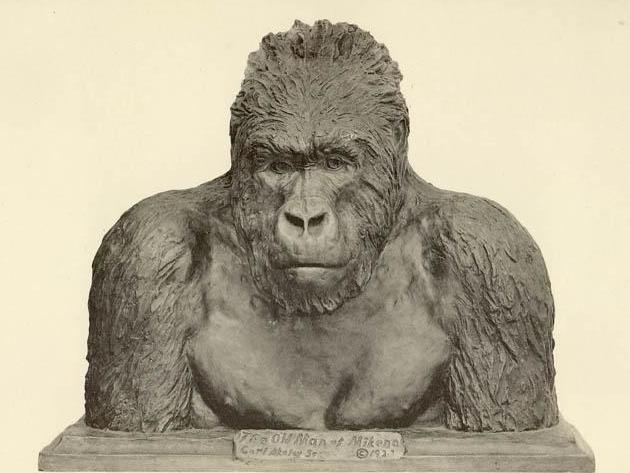
تمثال برونزي لغوريلا جبلي نحته الأحيائي كارل أكيلي.

قام النقيب الألماني روبرت فون بيرنجي في شهر أكتوبر عام 1902 بإطلاق النار على «قردين كبيرين» - كما وصفهما - خلال رحلةٍ لوضع حدود شرق أفريقيا الألماني. أرسلت جثة أحد القردين لاحقاً إلى متحف برلين لعلم الحيوان، وهناك درسه عن كثبٍ البروفيسور باول ماتستشي وصنَّفه على أنه نوعٌ جديد من الغوريلا يختلف عن الأنواع التي كانت معروفةً آنذاك، وأطلق على النوع الجديدِ الاسمَ العلميّ "Gorilla beringei" نسبةً إلى اسم النقيب الذي اكتشفه. في عام 1925، نجح كارل أكيلي - وهو موظَّف في المتحف الأمريكي للتاريخ الطبيعي كان مهتماً بدراسة الغوريلا - بإقناع ألبرت الأول ملك بلجيكا بتأسيس حديقة ألبرت الوطنية في شرق أفريقيا لحماية منطقة جبال فيرونجا البركانية.
بدأ الأحيائي الأمريكي جورج ستشولر في عام 1959 دراسةً للغوريلا الجبلية دامت عاماً ونصف، نشر على إثرها كتابين بعنواني: The Mountain Gorilla (الغوريلا الجبلية) وThe Year of the Gorilla (عام الغوريلا). لم تكن هناك سوى معلوماتٍ قليلة معروفة عن الغوريلا الجبلية قبل نشر هذا البحث، وقد تضمَّن دراسة ستوشلر تفاصيل عن بيئة الغوريلا ودورة حياتها وبنائها الاجتماعي. في عام 1967، بدأت عالمة الطبيعة ديان فوسي دراسةً مطوَّلة للغوريلا الجبلية دامت 18 عاماً متتالياً، وقد شملت دراستها أخذ ملاحظات جديدة عديدة عن سلوك الغوريلا وإكملت أول إحصاءٍ دقيق لعددها وتأسيس برامج نشطةٍ لحمايتها ومكافحة صيدها. أسَّست ديان فوسي ما يُسمَّى «صندوق ديجيت» (The Digit Fund)، وهي منظمة تهدف إلى تمويل مشاريع حماية الغوريلا الجبلية، وقد بدأت المنظمة عملها بدراسة غوريلات جبال فيرونجا عن كثبٍ في التسعينات.

## التهديدات والحماية

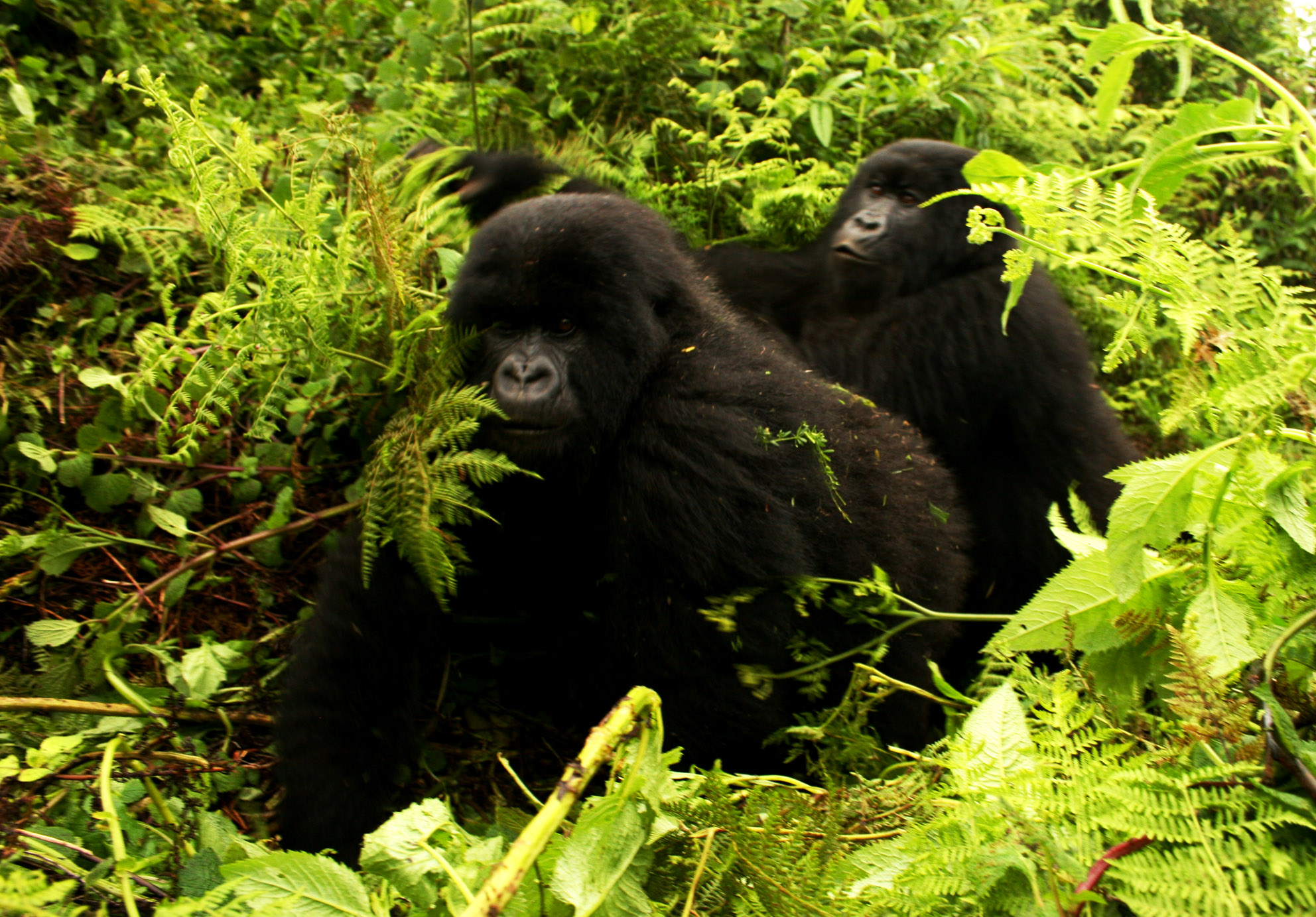
غوريلات جبلية في راوندا.

تعرَّضت الغوريلا الجبلية لخطر الانقراض في الماضي بسبب صيدها المتكرّر، ولا زالت تواجه هذا الخطر حتى الآن، إلا أنَّ جهود حمايتها قد نجحت برفع أعدادها قليلاً في جبال فيورنجا وفي دولة بوروندي. رغم ذلك، يُقدَّر عددها الحالي بنحو 880 غوريلا. كما يتلقَّى أطفال الغوريلا الذين يصابون بجروحٍ بسبب أفخاخ الصيادين أو محاولات صيدهم أو يخسرون أمهاتهم عنايةً خاصَّة في مركز سنكويوي للأيتام بجمهورية الكونغو الديمقراطية.
أعلنت إدارة حديقة فيرونجا الوطنية رسمياً في عام 2010 عن ازدياد أعداد الغوريلات الجبلية بالمنطقة بنسبة 26.3% خلال السنوت السَّبع الأخيرة، بمتوسّط ازدياد يبلغ 3.7% سنوياً. قدر إحصاءٌ أجري عام 2010 عدد الغوريلات الجبلية في جبال فيرونجا بنحو 480 غوريلا، بينما كان تقدير عام 2003 قد وجد أنها 380 فقط، ووجد تقدير عام 1989 أنها 320. وتشير هذه التقديرات إلى أن عدد الغوريلات في المنطقة قد تضاعف منذ عام 1981، عندما قُدِّر بـ254 فحسب. من جهةٍ أخرى، قدر إحصاء من عام 2006 عدد الغوريلات في منطقة بيويندي بنحو 340، ممَّا يعني أنها ازدادت بنسبة 6% عمَّا كانت عليه في عام 2002 (حيث بلغ عددها آنذاك 320 غوريلا)، و 12% عمَّا كانت عليه في عام 1997.
بنيت جميع هذه الإحصاءات على تقديرات سكانية اتُّبعت فيها الطرق التقليدية، حيث يتمُّ جمع عينات من روث الغوريلا من أعشاشها ودراستها، كما يمكن عمل التقدير بدراسة الأحماض النووية للغوريلات، والتي تشير إلى أنَّ عدد الغوريلات عام 2006 بمنطقة بيوندي كان 300 فقط عوضاً عن 340.

## وصلات خارجية
- الغوريلا الجبلية على موسوعة بريتانيكا
- المشروع البيطري للغوريلات الجبلية، مشروعٌ يهدف إلى تأمين الرعاية الطبية لهذه الرئيسيات
- الموقع الرسمي لصندوق دايان فوسي الدولي لرعاية الغوريلات
- قناة ناشونال جيوغرافيك
- مؤسسة الحياة البرية الأفريقية، غوريلات الجبال